# 符兴
符兴（1951年—），男，汉族，海南文昌人，中华人民共和国政治人物、第十二届全国人民代表大会海南地区代表。

## 生平
2008年10月17日，中国工会十五大在北京开幕，大会选举他出任主席团委员。2013年，担任海南省人大常委会副主任、党组副书记，省总工会主席。